# DNAの巻き戻し
DNAの巻き戻し（DNAのまきもどし）はDNAの二重螺旋が何らかの生理的要因によって解け、この二次構造の特性が全面的あるいは部分的に失われる現象である。DNAの変性の原因であると考えられている。

## 熱変性
二重螺旋ポリヌクレオチド溶液を徐々に加熱すると、そのポリヌクレオチドに特異的な一定の温度範囲内で、その溶液の性質が急変する。この遷移によって、最終的に二重螺旋の相補性ポリヌクレオチド鎖が分離することから、温度の増加に伴う種種の性質の変化はポリヌクレオチドの巻き戻しの進行に比例すると考えられる。熱変性には旋光度や粘度の減少、沈降定数の増大などを伴うが、この遷移の経過の検出に最も広く用いられる変化は吸光度の増加である。
DNA溶液を加熱したときの吸光度の変化は、狭い温度範囲で吸光度の増加が起こり、ある温度から再び吸光度は一定になる、という特徴が見られる。上昇が止まった吸光度は二次構造の完全な崩壊を意味するとすると、遷移の途中での螺旋部分の割合(θ)と、非螺旋部分の割合(1-θ)は次の式で求められる。
{\displaystyle \theta ={\frac {D_{\infty }-D_{t}}{D_{\infty }-D_{0}}}}
ここでD∞, Dt, D0は、完全に変性した分子の吸光度、ある中間温度でのポリヌクレオチド溶液の吸光度、低温でのポリヌクレオチドの吸光度である。